# Женска фудбалска репрезентација Бразила
Женска фудбалска репрезентација Бразила (порт. Seleção Brasileira Feminina de futebol је женски фудбалски тим који представља Бразил на међународним такмичењима и такмичи се у Конфедерацији фудбалских савеза Јужне Америке (Конмебол). Учествовала је у осам издања ФИФА Светског првенства за жене, завршивши као другопласирана 2007. године, и у седам издања Копа Америке Феменина.
Бразил је одиграо своју прву утакмицу 22. јула 1986. против Сједињених Држава, изгубивши резултатом 2 : 1.
Тим је завршио Светско првенство 1999. на трећем месту, а 2007. на другом, изгубивши од Немачке у финалу резултатом 2 : 0. Бразил је два пута освојио сребрну медаљу на Олимпијским играма, 2004. и 2008. године, након што је освојио четврто место у претходна два издања.
Бразил је најуспешнија женска репрезентација у Јужној Америци, која је освојила прва четири издања шампионата Копа Америке. Од 1999. године су кандидати за титулу светског првака. 1998. и 1999. године, тим је био другопласирани у женском купу САД.
Године 2017. одлука Бразилске фудбалске конфедерације да отпусти главног тренера Емили Лима изазвала је протест међу играчима тима. Спор је прерастао у аргумент за веће плате и више поштовања и признања за фудбалерке у земљи. Као резултат тога, играчи као што су Кристијана, Розана и Франсијел најавили су да се повлаче из међународног фудбала, надајући се да би ова одлука могла да направи разлику у наредним годинама.

## Историја
Иако је данас женска репрезентација Бразила једна од најбољих на свету, не тако давно женама није било дозвољено ни да гледају утакмицу. Женска игра се спорадично филтрирала широм Бразила са популарношћу почетком 20. века. Часописи као што су О импарсиал и Жорнал дос спортс покривали су женску игру хвалећи њихова достигнућа у локалним куп такмичењима.
Ипак, традиционални поредак фудбала као „чисто мушки” дошао је у фокус, што је резултирало падом игара. Све до средине 1940-их, када је Бразил добио диктаторски режим, након чега је забрањена женска игра. Забрањене од стране министра просвете и здравља 1941. године, еугеничке идеологије нове диктатуре позивале су се на заштиту женских тела, па је спорт друштвено неприхватљив за жене. У игри су доминирали мушкарци, а оне који нису могли добро да се изводе понекад су називани и женским. Током читавог времена забране, примећено је да жене често играју, што је приморало Национални спортски савет (ЦНД) да преузме одговорност и поново изда забране које нису функционисале. 1965. године, Веће бр. 7 је додатно наметнула крај свим женским спортовима у Бразилу, не само фудбалу.
Ова забрана неће бити укинута све до касних 1970-их, када је Бразил усвојио законе о амнестији који дозвољавају политичким прогнаницима да се врате у земљу. Налет бразилских феминисткиња вратила се у своју земљу жељна да промени друштвени пејзаж инспирисан западним феминистичким покретима 60-их и 70-их. Навијачке базе за женски тим са новим идентитетом укорењене су у ткиву историје и уз подршку шире јавности женска игра је довела до пораста феминизма који је захватио целу земљу. Коначно 1979. Национални спортски савет Бразила донео је Делиберацију бр. 10 враћање женске игре. До сада репрезентација је 7 пута освојила Копа Америку и пласирала се у финале Светског купа где их је победила Немачка. Можда је најупечатљивија статистика да иако је тим одиграо свој први званични меч икада 1986. само 5 година касније освојио је своју прву титулу у Копа Америка и само 9 година након тога равноправно се такмичио са најбољим репезентацијама на свету.

## Достигнућа

### Светско првенство за жене
| Светско првенство у фудбалу за жене резултати | Светско првенство у фудбалу за жене резултати | Светско првенство у фудбалу за жене резултати | Светско првенство у фудбалу за жене резултати | Светско првенство у фудбалу за жене резултати | Светско првенство у фудбалу за жене резултати | Светско првенство у фудбалу за жене резултати | Светско првенство у фудбалу за жене резултати | Светско првенство у фудбалу за жене резултати | Светско првенство у фудбалу за жене резултати |
| Година                                        | Резултат                                      | Позиција                                      | Ута                                           | Поб                                           | Нер*                                          | Изг                                           | ГД                                            | ГП                                            | Састав                                        |
| --------------------------------------------- | --------------------------------------------- | --------------------------------------------- | --------------------------------------------- | --------------------------------------------- | --------------------------------------------- | --------------------------------------------- | --------------------------------------------- | --------------------------------------------- | --------------------------------------------- |
| 1991.                                         | Групна фаза                                   | 9.                                            | 3                                             | 1                                             | 0                                             | 2                                             | 1                                             | 7                                             | 1991.                                         |
| 1995.                                         | Групна фаза                                   | 9.                                            | 3                                             | 1                                             | 0                                             | 2                                             | 3                                             | 8                                             | 1995.                                         |
| 1999.                                         | Треће место                                   | 3.                                            | 6                                             | 3                                             | 2                                             | 1                                             | 16                                            | 9                                             | 1999.                                         |
| 2003.                                         | Четвртфинале                                  | 5.                                            | 4                                             | 2                                             | 1                                             | 1                                             | 9                                             | 4                                             | 2003.                                         |
| 2007.                                         | Другопласирани                                | 2.                                            | 6                                             | 5                                             | 0                                             | 1                                             | 17                                            | 4                                             | 2007.                                         |
| 2011.                                         | Четвртфинале                                  | 5.                                            | 4                                             | 3                                             | 1                                             | 0                                             | 9                                             | 2                                             | 2011.                                         |
| 2015.                                         | Осминафинала                                  | 9.                                            | 4                                             | 3                                             | 0                                             | 1                                             | 4                                             | 1                                             | 2015.                                         |
| 2019.                                         | Осминафинала                                  | 10.                                           | 4                                             | 2                                             | 0                                             | 2                                             | 7                                             | 5                                             | 2019.                                         |
| 2023.                                         | НО                                            | НО                                            | НО                                            | НО                                            | НО                                            | НО                                            | НО                                            | НО                                            | НО                                            |
| Укупно                                        | Другопласирани                                | 8/8                                           | 34                                            | 20                                            | 4                                             | 10                                            | 66                                            | 40                                            |                                               |

| Светско првенство у фудбалу за жене историја | Светско првенство у фудбалу за жене историја | Светско првенство у фудбалу за жене историја | Светско првенство у фудбалу за жене историја | Светско првенство у фудбалу за жене историја | Светско првенство у фудбалу за жене историја |
| Година                                       | Коло                                         | Датум                                        | Противник                                    | Резултат                                     | Стадион                                      |
| -------------------------------------------- | -------------------------------------------- | -------------------------------------------- | -------------------------------------------- | -------------------------------------------- | -------------------------------------------- |
| 1991.                                        | Групна фаза                                  | 17. новембар                                 | Јапан                                        | Поб. 1 : 0                                   | Стадион Ње плаза, Фошан                      |
| 1991.                                        | Групна фаза                                  | 19. новембар                                 | Сједињене Државе                             | Изг. 0 : 5                                   | Стадион Хенри Фок, Пању                      |
| 1991.                                        | Групна фаза                                  | 21. новембар                                 | Шведска                                      | Изг. 0 : 2                                   | Стадион Хенри Фок, Пању                      |
| 1995.                                        | Групна фаза                                  | 5. јун                                       | Шведска                                      | Поб. 1 : 0                                   | Олимпија, Хелсингборг                        |
| 1995.                                        | Групна фаза                                  | 7. јун                                       | Јапан                                        | Изг. 1 : 2                                   | Тингвален, Карлстад                          |
| 1995.                                        | Групна фаза                                  | 9. јун                                       | Немачка                                      | Изг. 1 : 6                                   | Тингвален, Карлстад                          |
| 1999.                                        | Групна фаза                                  | 19. јун                                      | Мексико                                      | Поб. 7 : 1                                   | Стадион Џајантса, Ист Радерфорд              |
| 1999.                                        | Групна фаза                                  | 24. јун                                      | Италија                                      | Поб. 2 : 0                                   | Солџер филд, Чикаго                          |
| 1999.                                        | Групна фаза                                  | 27. јун                                      | Немачка                                      | Нер. 3 : 3                                   | Стадион Федекс филд, Ландовер                |
| 1999.                                        | Четвртфинале                                 | 1. јул                                       | Нигерија                                     | Поб. 4 : 3 псн                               | Стадион Федекс филд, Ландовер                |
| 1999.                                        | Полуфинале                                   | 4. јул                                       | Сједињене Државе                             | Изг. 0 : 2                                   | Стадион Станфорд, Станфорд                   |
| 1999.                                        | Треће место плеј−оф                          | 10. јул                                      | Норвешка                                     | Нер. 0 : 0 (5 : 4 пен)                       | Роуз боул, Пасадена                          |
| 2003.                                        | Групна фаза                                  | 21. септембар                                | Јужна Кореја                                 | Поб. 3 : 0                                   | Стадион РФК, Вашингтон                       |
| 2003.                                        | Групна фаза                                  | 24. септембар                                | Норвешка                                     | Поб. 4 : 1                                   | Стадион РФК, Вашингтон                       |
| 2003.                                        | Групна фаза                                  | 27. септембар                                | Француска                                    | Нер. 1 : 1                                   | Стадион РФК, Вашингтон                       |
| 2003.                                        | Четвртфинале                                 | 1. октобар                                   | Шведска                                      | Изг. 1 : 2                                   | Стадион Ђилет, Фоксборо                      |
| 2007.                                        | Групна фаза                                  | 12. септембар                                | Нови Зеланд                                  | Поб. 5 : 0                                   | Стадион Вухан, Вухан                         |
| 2007.                                        | Групна фаза                                  | 15. септембар                                | Кина                                         | Поб. 4 : 0                                   | Стадион Вухан, Вухан                         |
| 2007.                                        | Групна фаза                                  | 20. септембар                                | Данска                                       | Поб. 1 : 0                                   | Јелоу драгон, Хангџоу                        |
| 2007.                                        | Четвртфинале                                 | 23. септембар                                | Аустралија                                   | Поб. 3 : 2                                   | Стадион Тјенцин Олимпик, Тјенцин             |
| 2007.                                        | Полуфинале                                   | 27. септембар                                | Сједињене Државе                             | Поб. 4 : 0                                   | Јелоу драгон, Хангџоу                        |
| 2007.                                        | Финале                                       | 30. септембар                                | Немачка                                      | Изг. 0 : 2                                   | Стадион Хукоу, Шангај                        |
| 2011.                                        | Групна фаза                                  | 29. јун                                      | Аустралија                                   | Поб. 1 : 0                                   | Борусија парк, Менхенгладбах                 |
| 2011.                                        | Групна фаза                                  | 3. јул                                       | Норвешка                                     | Поб. 3 : 0                                   | Фолксваген арена, Волфсбург                  |
| 2011.                                        | Групна фаза                                  | 6. јул                                       | Екваторијална Гвинеја                        | Поб. 3 : 0                                   | Комерцбанк арена, Франкфурт                  |
| 2011.                                        | Четвртфинале                                 | 10. јул                                      | Сједињене Државе                             | Нер. 2 : 2 (3 : 5 пин)                       | Стадион Гликсгас, Дрезден                    |
| 2015.                                        | Групна фаза                                  | 9. јун                                       | Јужна Кореја                                 | Поб. 2 : 0                                   | Стадион Олимпик, Монтреал                    |
| 2015.                                        | Групна фаза                                  | 13. јун                                      | Шпанија                                      | Поб. 1 : 0                                   | Стадион Олимпик, Монтреал                    |
| 2015.                                        | Групна фаза                                  | 17. јун                                      | Костарика                                    | Поб. 1 : 0                                   | Стадион Монктон, Монктон                     |
| 2015.                                        | Осминафинала                                 | 21. јун                                      | Аустралија                                   | Изг. 0 : 1                                   | Стадион Монктон, Монктон                     |
| 2019.                                        | Групна фаза                                  | 9. јун                                       | Јамајка                                      | Поб. 3 : 0                                   | Стадион Алпа, Гренобл                        |
| 2019.                                        | Групна фаза                                  | 13. јун                                      | Аустралија                                   | Изг. 2 : 3                                   | Стадион Мосон, Монпеље                       |
| 2019.                                        | Групна фаза                                  | 18. јун                                      | Италија                                      | Поб. 1 : 0                                   | Стадион Хајнат, Валансјен                    |
| 2019.                                        | Round of 16                                  | 23. јун                                      | Француска                                    | Изг. 1 : 2 (псн)                             | Стадион Осеан, Авр                           |

### Олимпијске игре
| Олимпијске игре резултати | Олимпијске игре резултати | Олимпијске игре резултати | Олимпијске игре резултати | Олимпијске игре резултати | Олимпијске игре резултати | Олимпијске игре резултати | Олимпијске игре резултати | Олимпијске игре резултати | Олимпијске игре резултати |
| Година                    | Резултат                  | Позиција                  | Ута                       | Поб                       | Нер                       | Изг                       | ГД                        | ГП                        | Састав                    |
| ------------------------- | ------------------------- | ------------------------- | ------------------------- | ------------------------- | ------------------------- | ------------------------- | ------------------------- | ------------------------- | ------------------------- |
| 1996.                     | Четврто место             | 4.                        | 5                         | 1                         | 2                         | 2                         | 7                         | 8                         | 1996.                     |
| 2000.                     | Четврто место             | 4.                        | 5                         | 2                         | 0                         | 3                         | 5                         | 6                         | 2000.                     |
| 2004.                     | 2                         | 2.                        | 6                         | 4                         | 0                         | 2                         | 15                        | 4                         | 2004.                     |
| 2008.                     | 2                         | 2.                        | 6                         | 4                         | 1                         | 1                         | 11                        | 5                         | 2008.                     |
| 2012.                     | Четвртфинале              | 6.                        | 4                         | 2                         | 0                         | 2                         | 6                         | 3                         | 2012.                     |
| 2016.                     | Четврто место             | 4.                        | 6                         | 2                         | 3                         | 1                         | 9                         | 3                         | 2016.                     |
| 2020.                     | Четвртфинале              | 6.                        | 4                         | 2                         | 2                         | 0                         | 9                         | 3                         | 2020.                     |
| Укупно                    | Сребро                    | 7/7                       | 36                        | 17                        | 7                         | 11                        | 62                        | 32                        |                           |

### Копа Америка за жене
| Копа Америка за жене рекорд | Копа Америка за жене рекорд | Копа Америка за жене рекорд | Копа Америка за жене рекорд | Копа Америка за жене рекорд | Копа Америка за жене рекорд | Копа Америка за жене рекорд | Копа Америка за жене рекорд | Копа Америка за жене рекорд |
| Година                      | Резултат                    | Позиција                    | Ута                         | Поб                         | Нер                         | Изг                         | ГД                          | ГП                          |
| --------------------------- | --------------------------- | --------------------------- | --------------------------- | --------------------------- | --------------------------- | --------------------------- | --------------------------- | --------------------------- |
| 1991.                       | Шампиони                    | 1.                          | 2                           | 2                           | 0                           | 0                           | 12                          | 1                           |
| 1995.                       | Шампиони                    | 1.                          | 5                           | 5                           | 0                           | 0                           | 44                          | 1                           |
| 1998.                       | Шампиони                    | 1.                          | 6                           | 6                           | 0                           | 0                           | 66                          | 3                           |
| 2003.                       | Шампиони                    | 1.                          | 3                           | 3                           | 0                           | 0                           | 18                          | 2                           |
| 2006.                       | Другопласирани              | 2.                          | 7                           | 6                           | 0                           | 1                           | 30                          | 4                           |
| 2010.                       | Шампиони                    | 1.                          | 7                           | 7                           | 0                           | 0                           | 25                          | 2                           |
| 2014.                       | Шампиони                    | 1.                          | 7                           | 5                           | 1                           | 1                           | 22                          | 3                           |
| 2018.                       | Шампиони                    | 1.                          | 7                           | 7                           | 0                           | 0                           | 31                          | 2                           |
| Укупно                      | 7. титула                   | 8/8                         | 44                          | 41                          | 1                           | 2                           | 248                         | 18                          |

### Конкакафов златни куп за жене
| Конкакафов златни куп за жене резултати | Конкакафов златни куп за жене резултати | Конкакафов златни куп за жене резултати | Конкакафов златни куп за жене резултати | Конкакафов златни куп за жене резултати | Конкакафов златни куп за жене резултати | Конкакафов златни куп за жене резултати | Конкакафов златни куп за жене резултати | Конкакафов златни куп за жене резултати |
| Година                                  | Резултат                                | Позиција                                | Ута                                     | Поб                                     | Нер                                     | Изг                                     | ГД                                      | ГП                                      |
| --------------------------------------- | --------------------------------------- | --------------------------------------- | --------------------------------------- | --------------------------------------- | --------------------------------------- | --------------------------------------- | --------------------------------------- | --------------------------------------- |
| 2000.                                   | Другопласирани                          | 2.                                      | 5                                       | 3                                       | 1                                       | 1                                       | 22                                      | 3                                       |
| Укупно                                  | Другопласирани                          | Другопласирани                          | 5                                       | 3                                       | 1                                       | 1                                       | 22                                      | 3                                       |

### Панамеричке игре
| Панамеричке игре резултати | Панамеричке игре резултати | Панамеричке игре резултати | Панамеричке игре резултати | Панамеричке игре резултати | Панамеричке игре резултати | Панамеричке игре резултати | Панамеричке игре резултати | Панамеричке игре резултати | Панамеричке игре резултати |
| Година                     | Резултат                   | Позиција                   | Ута                        | Поб                        | Нер                        | Изг                        | ГД                         | ГП                         | Састав                     |
| -------------------------- | -------------------------- | -------------------------- | -------------------------- | -------------------------- | -------------------------- | -------------------------- | -------------------------- | -------------------------- | -------------------------- |
| 1999.                      | Није учествовала           | Није учествовала           | Није учествовала           | Није учествовала           | Није учествовала           | Није учествовала           | Није учествовала           | Није учествовала           | Није учествовала           |
| 2003.                      | Шампиони                   | 1.                         | 4                          | 4                          | 0                          | 0                          | 14                         | 2                          | 2003.                      |
| 2007.                      | Шампиони                   | 1.                         | 6                          | 6                          | 0                          | 0                          | 33                         | 0                          | 2007.                      |
| 2011.                      | Другопласирани             | 2.                         | 5                          | 3                          | 2                          | 0                          | 6                          | 2                          | 2011.                      |
| 2015.                      | Шампиони                   | 1.                         | 5                          | 5                          | 0                          | 0                          | 20                         | 3                          | 2015.                      |
| 2019.                      | Нису играли                | Нису играли                | Нису играли                | Нису играли                | Нису играли                | Нису играли                | Нису играли                | Нису играли                | Нису играли                |
| Укупно                     | 3. титула                  | 4/6                        | 20                         | 18                         | 2                          | 0                          | 73                         | 7                          |                            |

## ФИФА рангирање
Ажурирано 1. avgust 2021.
  Најбоља позиција    Најгора позиција    Највећи напредак    Најмањи напредак  
| Историја пласмана Бразила на крају године у ФИФА рангирању. | Историја пласмана Бразила на крају године у ФИФА рангирању. | Историја пласмана Бразила на крају године у ФИФА рангирању. | Историја пласмана Бразила на крају године у ФИФА рангирању. | Историја пласмана Бразила на крају године у ФИФА рангирању. | Историја пласмана Бразила на крају године у ФИФА рангирању. | Историја пласмана Бразила на крају године у ФИФА рангирању. | Историја пласмана Бразила на крају године у ФИФА рангирању. | Историја пласмана Бразила на крају године у ФИФА рангирању. | Историја пласмана Бразила на крају године у ФИФА рангирању. | Историја пласмана Бразила на крају године у ФИФА рангирању. | Историја пласмана Бразила на крају године у ФИФА рангирању. |
|                                                             | Ранг                                                        | Година                                                      | Утакмица играно                                             | Поб                                                         | Изг                                                         | Нер                                                         | Најбољи                                                     | Најбољи                                                     | Најлошији                                                   | Најлошији                                                   |                                                             |
| Ранг                                                        | Ранг                                                        | Година                                                      | Утакмица играно                                             | Поб                                                         | Изг                                                         | Нер                                                         | Помак                                                       | Ранг                                                        | Помак                                                       |                                                             |                                                             |
| ----------------------------------------------------------- | ----------------------------------------------------------- | ----------------------------------------------------------- | ----------------------------------------------------------- | ----------------------------------------------------------- | ----------------------------------------------------------- | ----------------------------------------------------------- | ----------------------------------------------------------- | ----------------------------------------------------------- | ----------------------------------------------------------- | ----------------------------------------------------------- | ----------------------------------------------------------- |
|                                                             | 7                                                           | 2021                                                        | 9                                                           | 5                                                           | 1                                                           | 3                                                           | -                                                           | -                                                           | -                                                           | -                                                           |                                                             |